# Josep Roca Cònsul
Josep Roca Cònsul (Reus, 7 d'abril de 1810 - Barcelona, 1 de febrer de 1862) va ser un metge català.
El seu pare era un sastre d'un cert nivell econòmic a Reus, i va enviar el seu fill a Barcelona a estudiar llatinitat al Seminari Conciliar. El 1824 va ser traslladat a Madrid, on va vestir els hàbits de la Companyia de Jesús, i va donar classes de retòrica i poètica. El 1829 abandona la Companyia i torna a Barcelona, on cursà teologia. No tenia vocació eclesiàstica, i emprengué la carrera de medicina. El 1840 es llicencià en medicina i cirurgia i entra de professor auxiliar a la Universitat de Barcelona. Abandonà breument el càrrec per incorporar-se a l'exèrcit com a metge militar, i el 1843 va anar de professor a la Universitat de València on el 1847 va ser investit doctor. Hi explicà diverses assignatures: anatomia clínica, medicina legal i obstetrícia. El mateix 1847 va permutar la seva plaça per una altra de Barcelona, on, a més de donar classes a la Universitat, era metge a l'Hospital de la Santa Creu. Va morir el 1862 víctima de la tisi. Dominava el llatí, el grec, l'àrab, el francès i l'italià i tenia coneixements d'anglès.